# Ruhona (vattendrag)
Ruhona är ett vattendrag i Burundi.   Det ligger i provinsen Ngozi, i den nordvästra delen av landet, 70 kilometer nordost om huvudstaden Bujumbura.
Omgivningarna runt Ruhona är en mosaik av jordbruksmark och naturlig växtlighet. Runt Ruhona är det tätbefolkat, med 735 invånare per kvadratkilometer.